# Jean-Yves Escoffier
Pour les articles homonymes, voir Escoffier.
Jean-Yves Escoffier, est un chef opérateur français, né le 12 juillet 1950 à Lyon et mort le 1er avril 2003 à Los Angeles.
Il est connu pour son association avec le réalisateur Leos Carax.

## Biographie
Jean-Yves Escoffier commence comme assistant opérateur, notamment sur Shoah de Claude Lanzmann. Il fait ses débuts professionnels de chef opérateur sur Simone Barbès ou la vertu de Marie-Claude Treilhou, avant de travailler pour Agnès Varda (Ulysse), Jean-François Stévenin (Passe montagne) et Coline Serreau (Trois hommes et un couffin).
Il rencontre Leos Carax en 1983 sur le tournage de Boy Meets Girl, qu'il suivra pour Mauvais Sang et Les Amants du Pont-Neuf.
Escoffier entame ensuite une carrière aux États-Unis, signant entre autres la lumière de The Crow, la cité des anges de Tim Pope, Gummo de Harmony Korine, Will Hunting de Gus Van Sant et 15 minutes de John Hertzfeld.
Alors qu'il venait de finir le tournage de La Couleur du mensonge de Robert Benton, et qu'il s'apprêtait à travailler pour David Lynch et Wong Kar-wai, Jean-Yves Escoffier meurt d'une crise cardiaque le 1er avril 2003.
Le film Le Livre de Jérémie (The Heart Is Deceitful Above All Things) réalisé en 2004 par Asia Argento lui est dédié.

## Filmographie
- 1975 : C'est dur pour tout le monde de Christian Gion (assistant opérateur)
- 1975 : Hu-Man de Jérôme Laperrousaz (assistant opérateur)
- 1977 : Le Château de sable (animation)
- 1978 : Passe montagne de Jean-François Stévenin (cadreur)
- 1978 : Le Pion de Christian Gion (cadreur)
- 1980 : Simone Barbès ou la vertu de Marie-Claude Treilhou
- 1981 : Overdon de Jean-Paul Janssen (cadreur)
- 1982 : Ulysse d'Agnès Varda
- 1983 : La Fonte de Barlaeus, court métrage de Pierre-Henri Salfati
- 1983 : Coup de feu, court métrage de Magali Clément
- 1983 : Papy fait de la résistance de Jean-Marie Poiré (cadreur)
- 1984 : Boy Meets Girl de Leos Carax
- 1985 : Shoah de Claude Lanzmann (assistant opérateur)
- 1985 : Trois hommes et un couffin de Coline Serreau
- 1986 : Mauvais Sang de Leos Carax
- 1991 : Les Amants du Pont-Neuf de Leos Carax
- 1994 : Une épouse trop parfaite (Dream Lover) de Nicholas Kazan
- 1995 : Un voyage avec Martin Scorsese à travers le cinéma américain (A Personal Journey with Martin Scorsese Through American Movies) de Martin Scorsese
- 1996 : The Crow, la cité des anges (The Crow: City of Angels) de Tim Pope
- 1997 : Gummo de Harmony Korine
- 1997 : Excess Baggage de Marco Brambilla
- 1997 : Will Hunting de Gus Van Sant
- 1998 : Les Joueurs de John Dahl
- 2000 : Nurse Betty de Neil LaBute
- 2001 : 15 minutes de John Herzfeld
- 2003 : La Couleur du mensonge (The Human Stain) de Robert Benton

## Anecdotes
L'année où Kids de Larry Clark a été projeté au festival de Sundance, l'agent d'Escoffier était présente au festival et un soir tard, à un arrêt de bus, elle commença à discuter avec un jeune homme, qui s'avérera être Harmony Korine. Comme elle trouvait qu'il avait écrit un très bon scénario (Kids) pour Clark, elle lui suggéra de continuer à être scénariste. Il répondit « Non, je ne veux plus écrire pour personne, je veux réaliser, mais j'ai un problème. Je veux juste réaliser avec une seule personne au monde, mais je ne la trouve pas. » Elle répondit « Qui est-ce? » Il répondit « Jean-Yves Escoffier. » Elle rétorqua « Et bien vous l'avez trouvé, je suis son agent. » C'est ainsi que débuta la collaboration entre Korine et Escoffier pour le film Gummo.

## Liste de références
1. ↑  « Mort du chef op Jean-Yves Escoffier », sur Libération.fr (consulté le 20 décembre 2015)
2. ↑  books.google.es.